# Pterolophia subleiopodina
Pterolophia subleiopodina là một loài bọ cánh cứng trong họ Cerambycidae.